# ケイト・マン
ケイト・マン（Kate Manne、1983年 - ）は、オーストラリアの哲学者、 コーネル大学哲学科准教授、作家。専門は、倫理、社会。フェミニスト哲学である。

## 経歴
1983年にオーストラリアで生まれ、ビクトリア州のコトルズ・ブリッジで育った。父ロバート・マンはラ・トローブ大学の政治学教授、母アン・マン（旧姓ロビンソン）は作家。
メルボルン大学（2001-2005年）で哲学、論理学、コンピュータサイエンスを専攻し、哲学の学士号（優等）を取得。マサチューセッツ工科大学で哲学の博士号を取得（2006-2011年）。学位論文『Not by reasons alone』で、「実践理性は倫理学における適切なマスター概念ではなく、ましてや我々が必要とする唯一の倫理的概念ではない」と主張した。
2011年から2013年まで、マンはハーバード・ソサエティ・オブ・フェローのジュニア・フェローだった。 2013年からはコーネル大学セージ哲学大学院に所属し、准教授を務めている。Prospect Magazineはマンを2019年の世界の思想家トップ50の1人に選出した。

## 業績
マンは倫理学やメタ倫理学の論文を執筆しているほか、 Down Girl: The Logic of Misogyny（2017年）とEntitled: How Male Privilege Hurts Women（2020年）の2冊の著書がある。

### Down Girl: The Logic of Misogyny
Down Girlは、セクシズム（性差別）とミソジニーの区別を提唱している。マンは「セクシズムは家父長制的な社会関係を支えるイデオロギーである」と主張する。 つまりセクシズムは、ジェンダーロール（性役割）を受け入れ、あたかもそれが自然であり与えられた取り決めであるかのように見せることによって、それを強化するのに役立つ。要するに、性差別は信念体系なのである。ミソジニーは、「男性優位に挑戦する」女性を支配し、罰するための努力として理解することができる。この定義では、ミソジニーは必ずしも女性に対する男性の敵意や憎悪ではなく、むしろ「家父長制の法執行部門」である。マンによれば、「ミソジニーは、女性が（家父長制の）秩序に保たれる方法であり、役割や地位を破る者に社会的コストを課し、他の者にそうしないように警告する」。マンは「ヒンパシー（ヒムパシー）」という用語を作り、彼女は「性的暴行、親しいパートナーの暴力、殺人、その他の女性差別行動のケースでしばしば権力者が受ける不適切で不釣り合いな同情」と定義している。

### Entitled: How Male Privilege Hurts Women
Entitledは男性の特権について書かれた。セックス、権力、知識に対する男性の特権が、社会全体、そしてより具体的には女性に対して重大かつ致命的な結果をもたらすことを提示している。この本は賛否が分かれた 。ガーディアンのネスリン・マリクは、「鋭い洞察力と明確で専門用語のない言葉で、マンは、男性の特権がいかに女性からの戦利品を確保し溜め込むことだけでなく、全体の道徳的枠組みを示すために議論を高め続ける」と書いて賞賛した 。The Chronicle of Higher EducationでAnastasia Bergは、マンがインセル現象をうまく解釈していない、と批判した。Bergは、インセルが家父長制秩序の規範を取り締まると主張することは「著しく単純化されている」と主張し、彼らは自分たちを排除する家父長制階層の犠牲者であると認識しているからである。Bergはまた、マンの「マンスプレイナーから殺人者までの連続性の認識」に疑問を呈し、マンの悲観論や、「同じような心」を持っていない人々を説得しようとすることに煩わされないようにとの指示を、インセルのフォーラムで表明される態度と比較している。

## 主な著作

### 本
- Down Girl: The Logic of Misogyny　Oxford University Press, 2017年, ISBN 978-0190604981
  - 『ひれふせ、女たち─ミソジニーの論理』小川芳範 訳、一般社団法人大学出版部協会、2019年、ISBN 978-4766426359
- Entitled: How Male Privilege Hurts Women　Penguin Random House, 2020年, ISBN 978-1984826558.
  - 『エンタイトル: 男性の無自覚な資格意識はいかにして女性を傷つけるか』人文書院、鈴木彩加 訳、青木梓紗 訳、2023年、ISBN 978-4409241530

### 論文
- “Melancholy Whiteness: Or, Shame-Faced in Shadows,” Philosophy and Phenomenological Research, January 2018, Volume 96(1): 233–242.
- “Locating Morality: Moral Imperatives as Bodily Imperatives,” Oxford Studies in Metaethics, Vol. 12, 2017, ed. Russ Shafer-Landau, Oxford: Oxford University Press.
- “Humanism: A Critique,” Social Theory and Practice, April 2016, Volume 42(2): 389–415.
- “Democratizing Humeanism,” in Weighing Reasons, eds. Barry Maguire and Errol Lord, New York: Oxford University Press, 2016.
- “Tempered Internalism and the Participatory Stance,” in Motivational Internalism, eds. Gunnar Björnsson, Caj Strandberg, Ragnar Francén Olinder, John Eriksson, and Fredrik Björklund, Oxford: Oxford University Press, 2015.
- “Disagreeing about How to Disagree,” with David Sobel, Philosophical Studies, April 2014, Volume 168(3): 823–834.
- “Internalism about Reasons: Sad but True?” Philosophical Studies, January 2014, Volume 167(1): 89–117.
- “Non-Machiavellian Manipulation and the Opacity of Motive,” in Manipulation: Theory and Practice, eds. Michael Weber and Christian Coons, Oxford: Oxford University Press, 2014.
- “On Being Social in Metaethics,” Oxford Studies in Metaethics, Vol. 8, 2013, ed. Russ Shafer-Landau, Oxford: Oxford University Press.